# دانشگاه صنعتی همدان
دانشگاه صنعتی همدان یک دانشگاه دولتی در شهر همدان است که با هدف تربیت و تأمین بخشی از نیروهای متخصص مورد نیاز کشور فعالیت‌های علمی آموزشی و پژوهشی خود را آغاز نموده و به عنوان یکی از مراکز آموزش عالی درحال توسعه در غرب کشور محسوب می‌شود. این دانشگاه در خرداد سال ۱۳۸۴ تأسیس و از سال ۱۳۸۵ با پذیرش ۷۰ دانشجو در دو رشته کارشناسی مهندسی برق (کنترل) و مهندسی کامپیوتر (سخت‌افزار) کار خود را آغاز کرده‌است.
هم‌اکنون ۱۴۴ استاد(۶۰ نفر از آن‌ها به صورت هیئت علمی تمام وقت) در این مرکز مشغول فعالیت می‌باشند. دانشگاه صنعتی همدان در استنادات پژوهشی نخستین دانشگاه کشور است.
این دانشگاه در  رده‌بندی ISC  در رده دهم دانشگاه‌های ایران قرار دارد.

## ساختمان‌ها
دانشکده شماره یک دانشگاه صنعتی همدان که قدیمی‌ترین دانشکده این دانشگاه می‌باشد نیز شامل یک ساختمان ۵ طبقه، مسجد پیامبر اعظم، کتابخانه مرکزی، سالن آمفی تئاتر، ۲واحد سایت، چند واحد آزمایشگاه و قسمت اداری است.

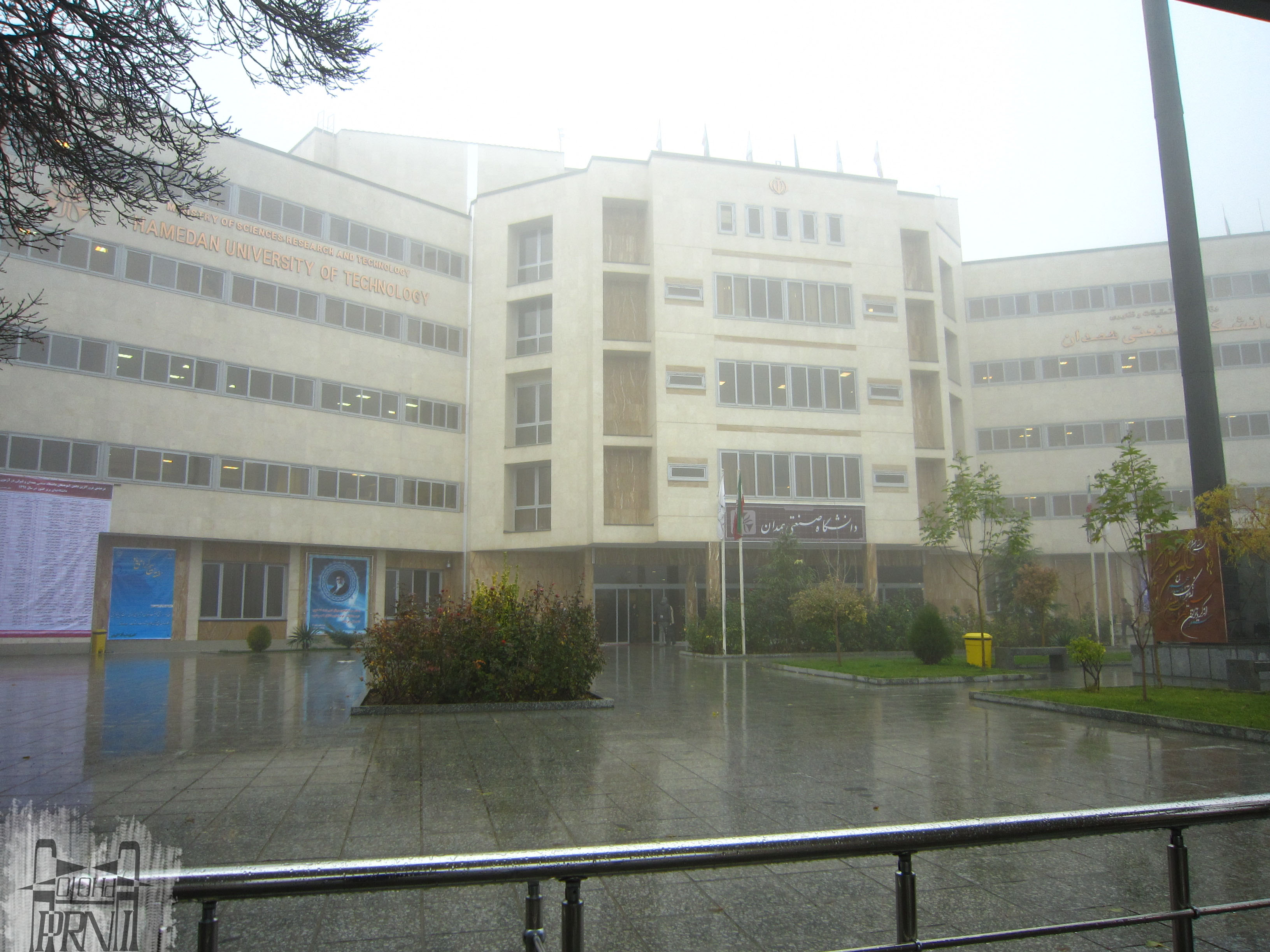
ساختمان شماره یک دانشگاه صنعتی همدان

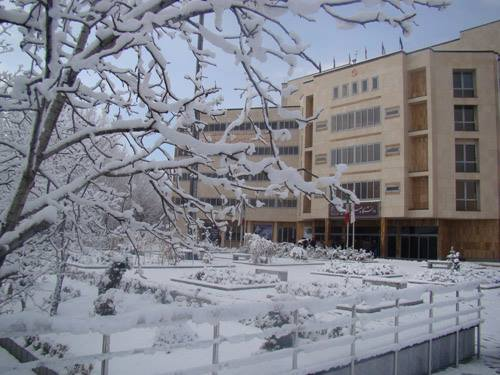
دانشکده شماره یک

دانشکده شماره دو یا همان دانشکده فناوری‌های نوین فرشچیان این دانشگاه که در قسمت جنوبی دانشگاه قرار دارد دارای یک ساختمان ۷ طبقه، سالن مطالعه، سالن آمفی تئاتر، ۲واحد سایت، چند واحد آزمایشگاه و قسمت اداری می‌باشد.
تفاهم نامه دانشکده شماره۳(دانشکده برق و رایانه) با بنیاد فرشچیان بسته شده‌است.

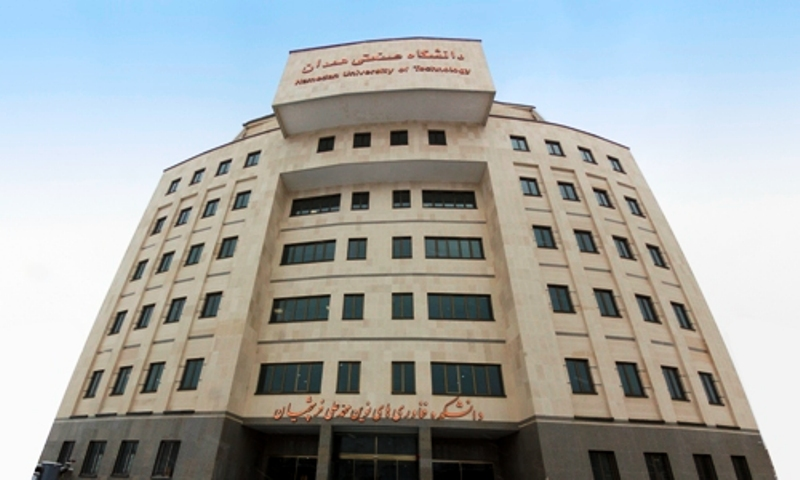
دانشکده فناوری‌های نوین فرشچیان

## امکانات رفاهی
امکانات خوابگاهی :
دانشگاه صنعتی همدان دارای چندین خوابگاه خودگردان است؛ که برخی هزینه های آن را دانشگاه و بقیه را دانشجویان میپردازند.  دانشجویان می‌توانند از بین خوابگاه‌های معرفی شده توسط دانشگاه (که در سطح شهر قرار دارند) انتخاب کنند.
امکانات ورزشی :
این دانشگاه دارای سالن ورزشی و استخر بوده و دانشجویان می‌توانند از سالن‌های ورزشی دانشگاه بسته به تقاضای رشته ورزشی استفاده نمایند. دانشگاه صنعتی همدان دارای باشگاه ورزشی بدنسازی در محل دانشگاه است.
اینترنت :
در این دانشگاه برای تمامی دانشجویان اینترنت رایگان در نظر گرفته شده که برای دانشجویان و اساتید قابل دسترسی است.
تغذیه:
در دانشگاه دو بوفه موجود است. سلف سرویس دانشگاه به غیر از جمعه ها در تمام روزهای هفته دارای غذای قابل رزرو بوده و برای هر نوبت ناهار یا شام دو نوع غذا وجود دارد که دانشجویان بنا به سلیقه می‌توانند رزرو نمایند. در ایام ماه مبارک رمضان دو وعده افطار و سحر صرف می‌شود و کیفیت و حجم غذاها دراین ماه بهبود چشمگیری پیدا می‌کند.

## گروه‌های علمی
این دانشگاه تا سال ۱۳۹۴ دارای ۷ رشته کارشناسی بود که البته در سال ۱۳۹۴ رشته مهندسی رباتیک توسط وزارت علوم حذف شد و در سال ۱۳۹۷ رشته مهندسی مکانیک گرایش مکاترونیک جایگزین شد و هم‌اکنون دارای ۷ رشته کارشناسی می‌باشد:
- مهندسی برق (کنترل، الکترونیک، مخابرات)
- مهندسی کامپیوتر (IT، نرم افزار)
- مهندسی شیمی
- مهندسی پزشکی (بیوالکتریک)
- مهندسی مواد
- مهندسی معدن
- مهندسی مکانیک (مکاترونیک)

همچنین این دانشگاه رشته‌های زیر را در مقطع کارشناسی ارشد ارائه می‌نماید:
- مهندسی برق (کنترل، سیستم‌های قدرت، مدارهای مجتمع الکترونیک، افزاره های میکرو و نانو الکترونیک، الکترونیک قدرت و ماشینهای الکتریکی)[۱۳]
- مهندسی پزشکی (بیوالکتریک)[۱۴]
- مهندسی کامپیوتر (هوش مصنوعی و رباتیکز)
- مهندسی شیمی (طراحی فرایند)
- مهندسی مواد (استخراج، شناسایی ، انتخاب مواد)
- مهندسی معدن (استخراج معدن)

## نگارخانه

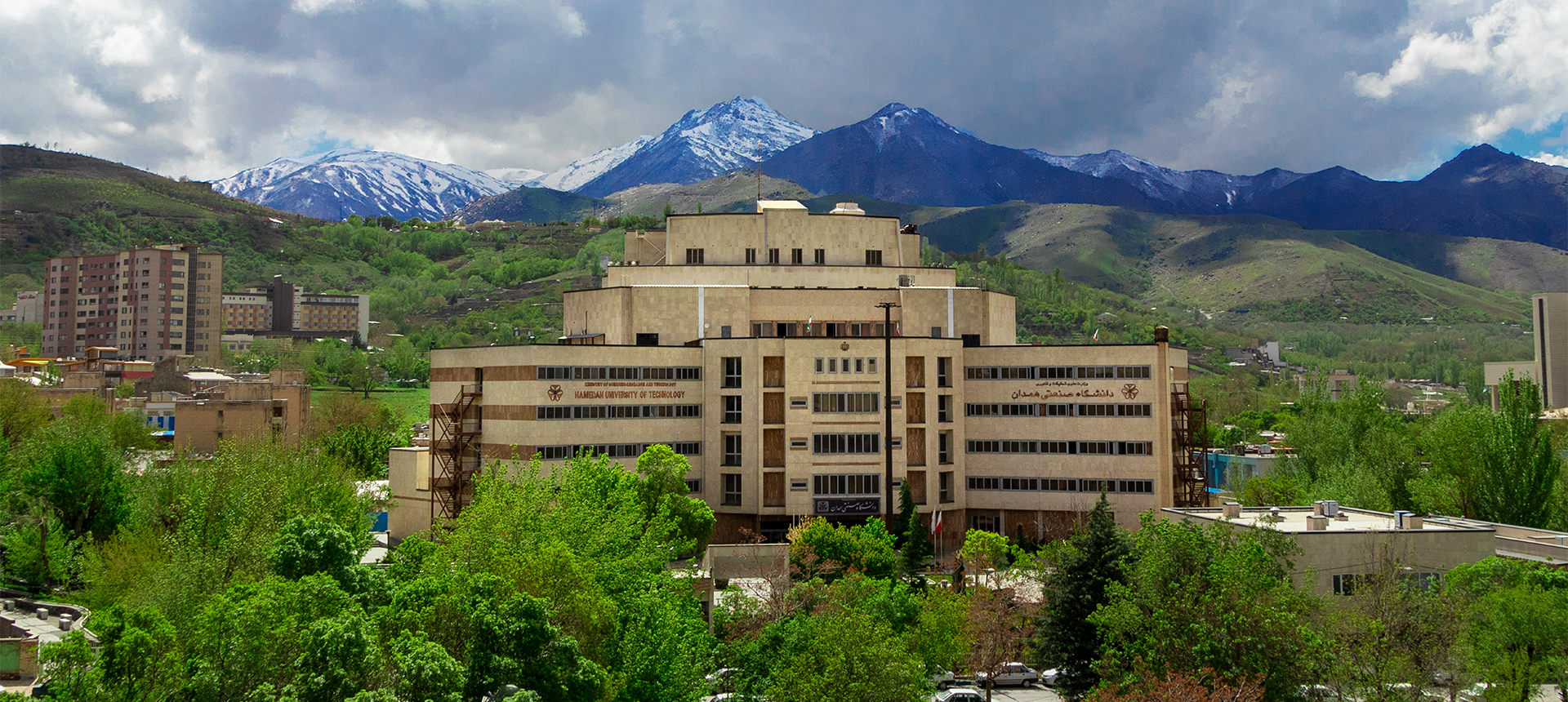
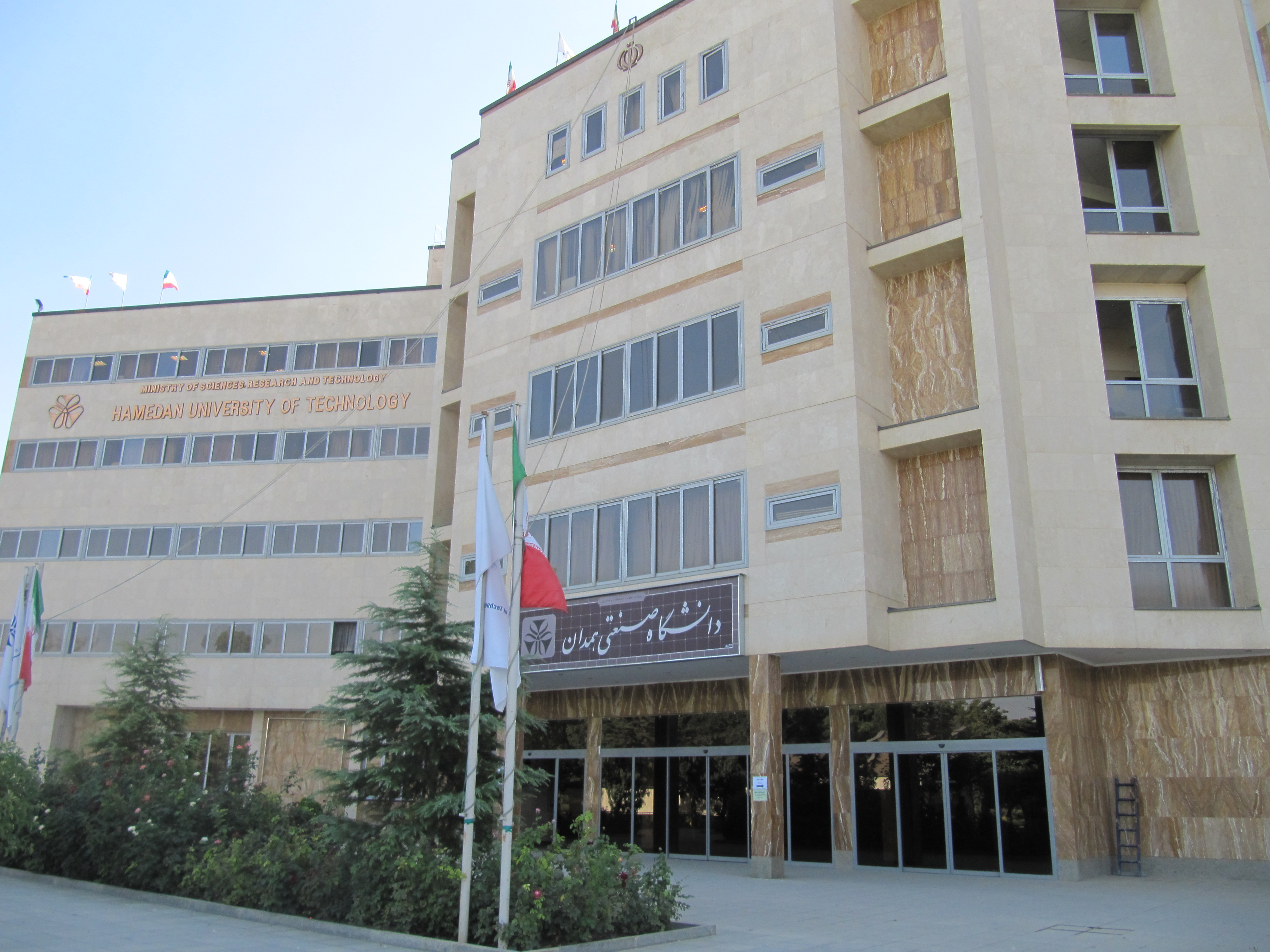
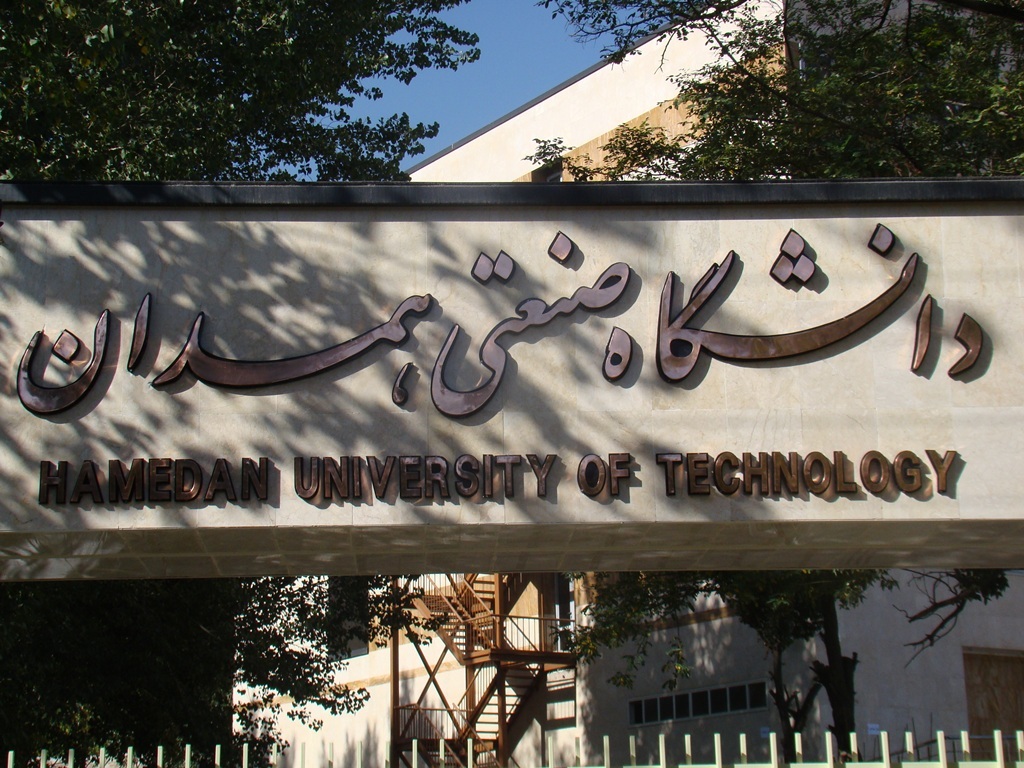
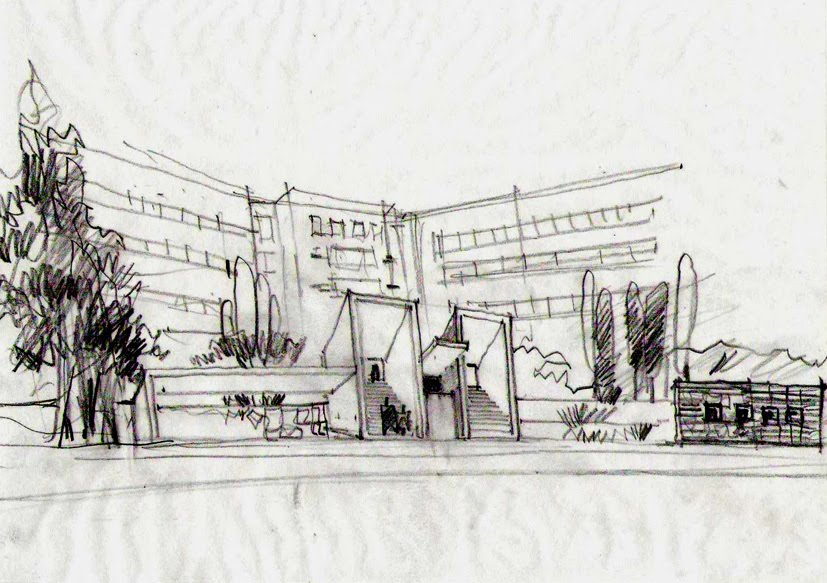
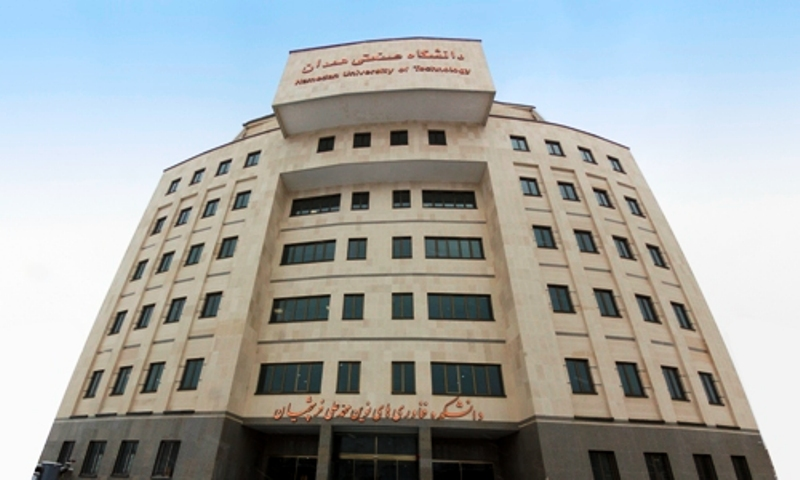
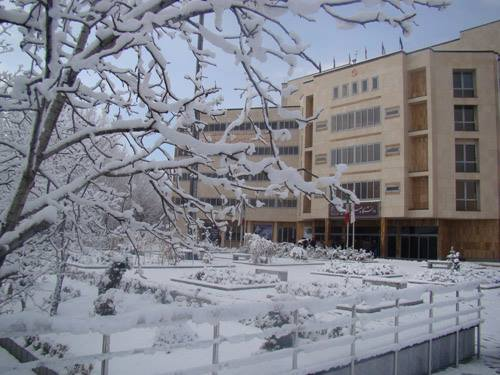
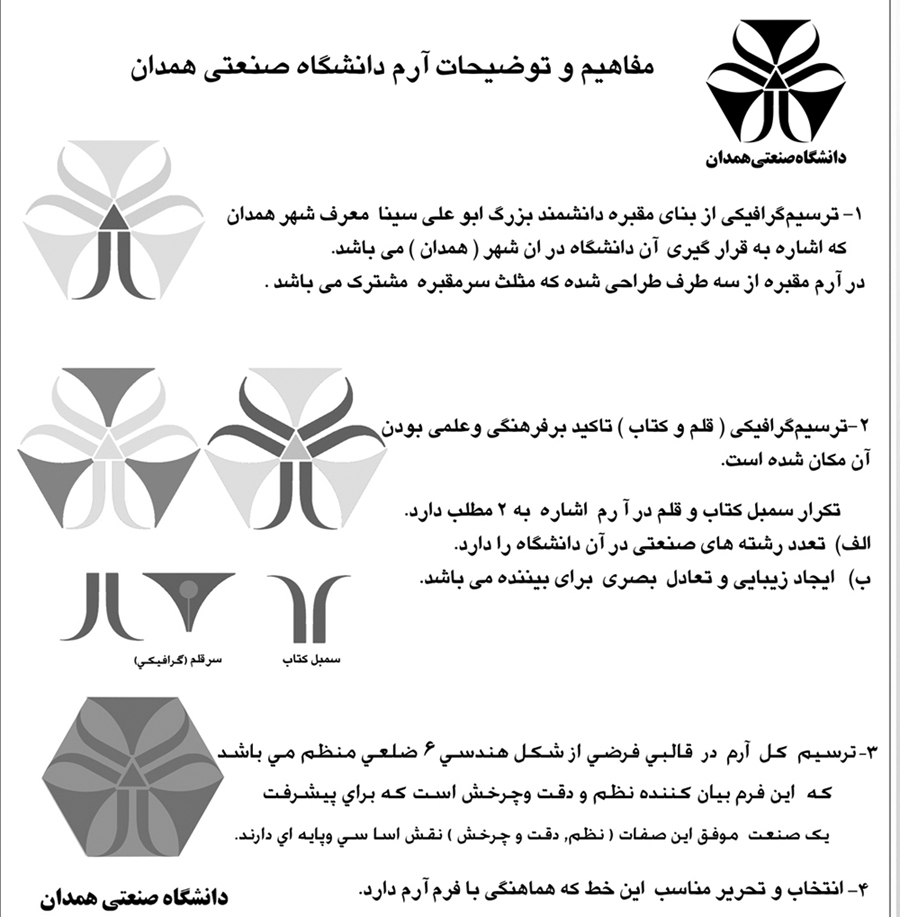

## مکان
ساختمان این دانشگاه در نزدیکی دانشگاه بوعلی سینا و بوستان مردم و جنب بیمارستان بوعلی بنا شده‌است.
نشانی آن همدان، بلوار شهید فهمیده، خیابان مردم است.